# Die große Nummer (1943)
Die große Nummer ist ein deutscher Spielfilm, den die Tobis 1942 produziert und durch die Deutsche Filmvertriebs GmbH (DFV) am 8. Januar 1943 in die Kinos gebracht hat.
Der von Alexander Lix und Erwin Biswanger geschriebene und von Karl Anton inszenierte Film (Zirkusfilm, Liebesfilm) erzählt die Geschichte von Helga Wallner, der Tochter eines Zirkusdirektors. Vater Wallner wünscht, dass seine Tochter es einmal besser haben soll, und lässt sie Tiermedizin studieren. Als Helga sich in den Tigerdompteur Peter Stoll verliebt, erkennt sie jedoch, dass jemand, der einmal Zirkusluft geatmet hat, davon nicht wieder loskommt.
Mit mehr als 26 Mio. Kinobesuchern war Die große Nummer einer der kommerziell erfolgreichsten Filme der Zeit des Nationalsozialismus.

## Handlung
Schauplatz der Handlung ist München, die Zeit die Gegenwart. Heinrich und Marion Wallner betreiben in München einen fest ansässigen Zirkus (eine Anspielung auf den Circus Krone). Glanzstück des Programms ist Marions Pferdedressur. Als sie dabei einen schweren Unfall erleidet und stirbt, fasst Heinrich den Entschluss, dass Helga, ihre bereits erwachsene Tochter, niemals beim Zirkus arbeiten soll. Im Grunde ist dieser Gefahr auch schon vorgebeugt, denn Helga studiert Tiermedizin. Als sie im Anschluss an ihr Physikum mit ihren Freunden ausgelassen feiert, zeigt sich allerdings, dass sie eine geborene Komödiantin ist.
Als neue Hauptattraktion für seinen Zirkus engagiert Heinrich Wallner den Dompteur Peter Stoll. Peter war schon als Kind bei Wallner gewesen (er und Helga kennen sich also bereits), hatte den Zirkus dann aber verlassen und kann Heinrich jetzt eine Dressurnummer mit  Bengalischen Tigern bieten. Weil eines der Pferde verletzt ist, besucht Helga den Zirkus gemeinsam mit dem Tierarzt Dr. Buchner, dessen Assistentin sie inzwischen ist und der sie liebt. Helga hat jedoch nur Augen für Peter. Bald werden sie ein Paar.
Peters Tigernummer ist gut, aber das genügt ihm nicht, er möchte, dass sie sensationell ist. Helga hat eine Idee: sie schlägt vor, eine große Schaukel zu bauen, darauf einen Tiger zu stellen und auf diesem wiederum einen Menschen reiten zu lassen: sie, Helga nämlich. Peter ist fasziniert, lehnt später, nachdem Helga die Nummer schon genau ausgearbeitet hat, aber ab, denn er hat Angst um sie und will sie keiner Gefahr aussetzen.
Als Heinrich erfährt, dass Helga und Peter heiraten und zusammenarbeiten wollen, setzt er Peter unter Druck, sich sowohl von Helga als auch vom Zirkus Wallner zu trennen. Peter ist davon psychisch so mitgenommen, dass die Tiere seine Nervosität und Unsicherheit spüren und einer der Tiger ihn in der Manege angreift und schwer verletzt. Um zu heilen, unterzieht er sich vier Operationen und bleibt acht Monate in einer teuren Klinik, was nur möglich ist, weil Otto, sein Partner und Assistent, die Tiger verkauft.
Helga erhält zwar keine Unterstützung von ihrem Vater, von der Mutter hat sie jedoch die Pferde geerbt. Sie schlägt Peter vor, eine Pferdedressurnummer zu entwickeln, und beginnt das Voltigieren zu lernen. Da sie eine solche Ausbildung schon als Kind hätte beginnen müssen, macht sie aber kaum Fortschritte; auch geht schon bald das Geld zur Neige. Da bietet sich Peter die Gelegenheit, eine Dressurnummer mit Löwen zu kaufen, einschließlich der Tiere und des gut eingeführten Namens „Alberto Basto“. Helga beschließt, die Pferde zu verkaufen und Peter den Erlös zur Verfügung zu stellen. Weil er das nie zulassen würde, bricht sie einen Streit mit ihm vom Zaun und gibt, bevor sie abreist, den Scheck Otto, nachdem dieser verspricht, Peter nicht zu sagen, woher das Geld kommt.
Peter und Otto gehen mit ihrer neuen Löwennummer bei einem Wanderzirkus unter Vertrag und reisen mit diesem ins Ausland. Peter findet eine neue Partnerin: die kapriziöse Bianca Belloni, die eigentlich Trapezkünstlerin ist, aus Liebe zu Peter aber mit in den Löwenkäfig steigt. Mit ihrem Sex-Appeal erweist sie sich als Publikumsmagnet. Peter ist aber schon bald mit ihr unzufrieden, denn Bianca ist undiszipliniert, oberflächlich und kokett. Als er in Amerika unerwartet Helgas Pferde wiedersieht und erfährt, dass diese den Eigentümer gewechselt haben, ergreifen ihn das Heimweh und die Sehnsucht nach Helga. Er wechselt den Zirkus und reist mit dem neuen Arbeitgeber zurück nach Europa.
Peter und Otto haben inzwischen so viel Geld verdient, dass Otto Helga das Geld zurückerstatten kann. Zusammen mit dem Scheck erhält sie die Nachricht, dass Peter sich in Sevilla aufhält. Helga reist an. Als sie dort von Bianca erfährt, ändert sie ihren Pläne und sucht nicht Peter auf, sondern die Nebenbuhlerin, um sich ein Bild von ihr zu machen. Dieses fällt günstig aus, denn Bianca zeigt sich zwar von ihrer schlechtesten Seite, doch erkennt Helga sofort, dass Bianca, weil ihr die Karriere über alles geht und Peter sie auch nicht liebt, von diesem wieder fort will. Um Peter wiedersehen zu können, schlägt Helga dem Direktor des Wanderzirkus vor, mit seinen Artisten zu einem Gastspiel in den Zirkus Wallner zu kommen.
Wenig später wirft Peter Bianca tatsächlich hinaus. Er will Helgas Idee verwirklichen und für seine Löwennummer die große Schaukel bauen; statt einer Frau soll Otto, im Clownskostüm, auf dem Löwenrücken reiten. Als Peter erfährt, dass Helga in Sevilla war, greift er ihren Vorschlag eines Gastspiels auf und unterzeichnet einen entsprechenden Vertrag.
Da Peter als „Alberto Basto“ firmiert, ahnt Heinrich Wallner nicht, wen er sich da ins Haus holt. Erst als sie sich gegenüberstehen, wird ihm einiges klar. Helga wird noch immer von Dr. Buchner umworben. Dieser hat längst erkannt, dass der Zirkus Helga nie mehr loslassen wird, und wird sie wenig später aus freien Stücken ganz aufgeben. Um Peter loszuwerden, stellt Heinrich Helgas Verlobung mit Buchner jedoch als vollendete Tatsache dar und appelliert an ihn, nicht noch einmal Helgas Träume zu zerstören. Peter gibt sich geschlagen.
Am Abend soll Peter im Zirkus Wallner zum ersten Mal die neue Löwennummer mit der Schaukel präsentieren. Otto vertraut Helga an, dass er vor seinem Ritt auf dem Löwen eine Mordsangst hat und sich am liebsten davor drücken würde. Da hat Helga eine Idee, wie sie sowohl Otto helfen als auch mit Peter wieder zusammenkommen kann: Sie lässt sich von Otto die Nummer genau erklären, schlüpft in Ottos Clownskostüm und übernimmt in der Manege seinen Part. Ihre Furchtlosigkeit im Umgang mit Tieren kommt ihr dabei ebenso zupass wie ihr angeborener Sinn fürs Komödiantische. Die Nummer wird ein spektakulärer Erfolg. Peter erkennt Helga erst, als diese ihre Kostümierung abnimmt. Im ersten Moment ist er außer sich: „Was fällt dir ein?“ Sie entgegnet: „Ist doch meine Idee.“ Heinrich Wallner ist stolz auf das Paar. Peter und Helga wollen künftig immer zusammenarbeiten.
Als Buffopaar fungieren während des gesamten Handlungsverlaufs Peters Assistent Otto und die Artistin Mariettchen. Kennengelernt hatten sie sich während eines Engagements in Lissabon. Seitdem lieben sie sich. Otto hat jedoch ein Problem: wenn er mit Mariettchen zusammen ist, bringt er das entscheidende Wort nicht über die Lippen. Mariettchen ist zu stolz, um selbst die Initiative zu übernehmen, und reist darum immer wieder ab. Am Ende der Filmhandlung begegnen Otto und Mariettchen sich erneut; die Frage, ob sie jetzt zusammenfinden, bleibt für das Kinopublikum offen.

## Produktion und Uraufführung
Karl Anton, der bei der Produktion des Films in Personalunion als verantwortlicher Produzent, Koautor und Regisseur gewirkt hat, war ein Multi-Talent. Bevor er 1939 (Wir tanzen um die Welt) zur Tobis kam, hatte er schon als Bühnenschauspieler, als Filmautor, an der Kamera und als Filmregisseur gearbeitet und auch eine eigene Filmproduktionsfirma gegründet und geleitet. Die Zeit bei der Tobis markiert den Höhepunkt seiner Karriere, damals entstanden seine drei kommerziell erfolgreichsten Filme: der NS-Propagandafilm Ohm Krüger (1941), Die große Nummer und das Lustspiel Die Wirtin zum weißen Rößl (beide 1943). Unter den Autoren des Films war Alexander Lix der profilierteste; als Anton ihn ins Team holte, war er bereits mit den Drehbüchern für die Kassenschlager Irrtum des Herzens (1939) und Die Geierwally (1940) hervorgetreten.
Weitere Mitglieder des Produktionsstabs:
- Aufnahmeleitung: Karl Buchholz, William Zeiske, Rolf von Botescu
- Regieassistent: Herbert Seggelke
- Kameraassistent: Wolfgang Hewecker, Gerhard Ernst
- Bauten: Willy Schiller, Otto Josef Reyßler
- Kostüme: Friedel Towae
- Ton: Oskar Haarbrandt

Für die weibliche Hauptrolle wurde die 34-jährige Leny Marenbach engagiert, die durch ihre Auftritte in populären Filmen wie dem bereits erwähnten Streifen Irrtum des Herzens (1939),  Was will Brigitte? und Friedemann Bach (beide 1941) beim Publikum sehr gut eingeführt war. Ihr Leinwandpartner, der 36-jährige Österreicher Rudolf Prack, der heute vielen nur noch durch seine Nachkriegsfilme mit Sonja Ziemann bekannt ist, hatte durch seine Auftritte in Filmen wie Mutterliebe (1939) und Die goldene Stadt (1942) ebenfalls schon ein Millionenpublikum erreicht. Marina Ried, die im Kino nie eine Hauptrolle gespielt hat, von da an aber oft als Nebendarstellerin zu sehen war, gab in Die große Nummer ihr Filmdebüt.
Die Dreharbeiten begannen am 27. April 1942 und endeten im August 1942. Ein Großteil der Aufnahmen fand in Dresden in Zusammenarbeit mit dem Zirkus Sarrasani statt.
Das Erkennungslied des Films, Schön ist die Zeit der jungen Liebe, ist von Hans Fritz Beckmann getextet und von Friedrich Schröder komponiert. Die Singstimme ist die von Rose Rauch.
Der Film ist in Schwarzweiß und 35 mm bei einem Seitenverhältnis von 1:1,37 produziert. Bei der Zensurvorlage am 14. Dezember 1942, bei der ein Jugendverbot verhängt wurde, lag eine Kopie von 2675 Meter bzw. 98 Minuten Länge vor. Den Verleih übernahm die Deutsche Filmvertriebs GmbH (DVF). Die Uraufführung erfolgte am 8. Januar 1943 in Berliner Kino Orpheum.
In der DDR gelangten die Auswertungsrechte an den Progress-Verleih, der den Film am 28. November 1969 erstmals erneut im Kino aufführen ließ. Die erste Fernsehausstrahlung erfolgte bei DFF1 am 10. September 1984.